# Haydée Padilla
Haydée Padilla (Buenos Aires, 15 de noviembre de 1936-Mar del Plata, 14 de diciembre de 2022) fue una actriz y vedette argentina. Trabajó con figuras importantes del espectáculo como Federico Luppi, Nelly Beltrán, Beatriz Taibo, Santiago Gómez Cou, Carlos Carella, y Alfredo Alcón, entre otros. Su personaje más conocido es «La Chona», con el cual tuvo presencia en televisión durante más de una década.

## Carrera
Atraída por el baile, estudió en el Conservatorio Nacional de danzas. Inició su carrera artística en el Teatro Independiente en obras como La ópera de dos centavos y El Hamlet del barrio judío y en el teatro de revistas. En 1965 realizó su primera intervención cinematográfica en El reñidero, de René Mugica, por la cual este estuvo nominado a los premios Palma de Oro. Contribuyó en la fundación del Teatro Payró y figuró en los elencos del Teatro Astros y Cómico.
Participó en quince películas. Para 1966 adquirió popularidad con el exitoso ciclo Romeo y Julieta, drama romántico basado en una obra de William Shakespeare con la protagonización estelar de Rodolfo Bebán y Evangelina Salazar. Con duración de 90 minutos, y aún encasillada en el drama, estrenó ese mismo año la película Todo sol es amargo, y en 1968 interpretó a una criada en la comedia musical El novicio rebelde, bajo las órdenes de Julio Saraceni y auspiciada por Producciones Cinematográficas Nicolás Carreras. 
En 1973 participó, relacionada laboralmente con los hermanos Sofovich (Hugo y Gerardo) en Los caballeros de la cama redonda, para la compañía ACA (Aries Cinematográfica Argentina), secundando a grandes del humor como Alberto Olmedo, Jorge Porcel, Tristán y Marcos Zucker. Su consagración absoluta ocurrió a principios de los setenta con su caracterización de «La Chona» en Almorfando con..., una parodia del programa de Mirtha Legrand, donde se charlaba con invitados y se tomaba mate. En Canal 13 grabó el ciclo de TV Piel naranja (1975), donde encarnó a Yolanda, la amiga de Clarita (Marilina Ross) y empleada de la tienda de Don Joaquín (Raúl Rossi). Representó con Federico Luppi el éxito teatral El gran deschave, de Sergio De Cecco y Armando Chulak. En 1981 actuó en Radio Mitre con su personaje de «La Chona». En aquella emisora trabajó con Juan Carlos Altavista y Mario Sánchez en El clan del aire, de los años 1970. 

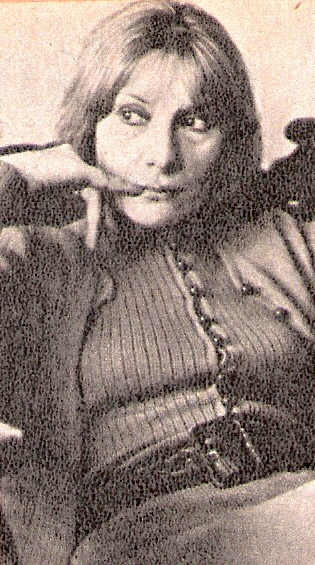
Haydée Padilla en 1976.

Comenzó la década de 1980 con la presentación de Tiempo de revancha, donde protagonizó con Luppi nuevamente y llevó a cabo un desnudo; se estrenó en Noruega, Australia, España, Estados Unidos y Alemania. La película y sus integrantes obtuvieron en total diez premios. La trama es que Pedro Bengoa, un trabajador de las minas de la empresa Tulsaco, tiene un plan: simular un accidente y hacerse pasar por mudo para cobrar una indemnización. Pero en el camino cambia de parecer y decide llegar hasta las últimas consecuencias. En Europa y Argentina, filmó en 1983 El Arreglo, de Fernando Ayala, encarnando uno de sus mejores labores, siendo una película prohibida para menores de 14 años. Debutó en La Botica del Ángel, de Eduardo Bergara Leumann en los 80`.
Sus siguientes roles importantes los cumplió con Elsa (El telo y la tele, 1985) y Lola (La muerte blanca, 1985). En 1987 incursionó de una producción americana-argentina titulada: The Stranger. En la película, que se llevó a diversos países de Europa, Padilla compuso un papel menor y breve. Tras la interpretación de la sra. Garaguso en cine, recién retornó al medio televisivo exitosamente en 1994 con El Humor es más fuerte, emitido por ATC. En 1997 finalizó, tras dos años de preparación, el rodaje de Comisario Ferro, ópera prima de Juan Rad en la que es acompañada por Carlos Iglesias. El estreno ocurrió tiempo después, en 1999. Desde el estudio del anfiteatro Jorge Luis Borges, en la Biblioteca Nacional, actuó con otras figuras del espectáculo por dos meses en un radioteatro.
Con unipersonales sobre «La Chona», actuó en centros culturales y centros de jubilados del país. Estuvo dos meses de gira por la Patagonia, Cholila, Maitén, El Bolsón, Bariloche, Santa Fe, Corrientes, Córdoba y Buenos Aires. En 2002 reemplazó a Adriana Aizemberg en la multipremiada obra teatral Venecia, de Jorge Accame en el Teatro Broadway. En 2003 protagonizó La mina, con Víctor Laplace. Allí, hizo su última gran actuación interpretando a Doña Leonor, con filmaciones en La Pampa. En la ciudad bonaerense de Mar del Plata, hizo un ciclo de unipersonales en 2004. En compañía con Perla Santalla, Marta González y Ethel Rojo, encabezaron durante 2006 las temporadas de Edelweiss, un espectáculo musical de Pepe Cibrián Campoy y Ángel Mahler llevado a cabo en el Teatro Del Globo. Ese mismo año fue convocada por Canal 7 para formar parte del elenco de Un cortado, historias de café, unitario protagonizado por Héctor Calori.
En 2007 se presentó en el Teatro San Pedro, de Villa Devoto, con la pieza de teatro Acaloradas, junto a Cristina del Valle. Un año después, en 2008, retornó a la comicidad con su personaje de Flora (la abuela de León Carloni, encarnado por Nicolás Cabré) en Por amor a vos, emitida por Canal 13 y para Pol-ka, la productora de Adrián Suar. Además, tuvo una participación especial en la película Lluvia, de Paula Hernández, que fue su última incursión cinematográfica. Desde 2009 a 2010 se la pudo apreciar en el espectáculo teatral Soñar en Boedo, escrito por Alicia Muñoz, que realizó temporadas marplatenses.
Se desempeñó como profesora de teatro en las Manzanas de las Luces, realizando clases. También hizo presentaciones con su entrañable La Chona en la sala teatral de la U.O.C.R.A. (Unión Obrera de la Construcción de la República Argentina). En noviembre de 2010, además de ser involucrada en una polémica televisiva, anunció que retornaría a la TV con Mediodías con La Chona, emitido por Canal 9 durante los domingos.
Murió en diciembre de 2022 a los 86 años en Mar del Plata, donde vivía junto con su hija.

## Vida privada
Tuvo tres hermanos, uno de ellos fue el escenógrafo Federico Padilla. Se casó con el dramaturgo Sergio De Cecco. En 1975 los esposos anotaron como propia en el Registro Civil con el nombre de María Laura, a una niña que le entregaron recién nacida en un hospital. En 2014 Haydée Padilla reconoció haber anotado ella ilegalmente en la libreta de matrimonio a la niña en el programa de tv de Baby Etchecopar, aclarando que no era hija de desaparecidos, que no se había hecho examen de ADN pero estaba dispuesta a hacérselo.
En 1976 se separaron, ella lo abandonó por Federico Luppi y él quedó a cargo de la hija que ella, que no podía tener hijos, había querido adoptar. Convivió con Luppi durante casi una década, y acusó al mismo de haber ejercido violencia de género sobre ella.

## Reconocimientos
- Fue distinguida en 1970 con el Premio Martín Fierro a la Mejor Actriz Cómica de TV.[13]
- En 1981 recibió un diploma al mérito de la Fundación Konex como Actriz Cómica.[13]
- En 1982 ganó el Premio a la Mejor Actriz de Cine por la película El Arreglo.[13]
- En 1999 recibió el Premio Podestá otorgado por su afiliación de varias décadas con la Asociación Argentina de Actores.[14]
- Fue condecorada con el Premio Trinidad Guevara a la Labor Teatral por su trayectoria a mediados de la década del 2000.[15]

## Filmografía
- La casa en la playa (2019)
- Lluvia (2008)
- La mina (2004)
- Comisario Ferro (1999)
- Ojos azules (1989)
- El acompañamiento (1988)

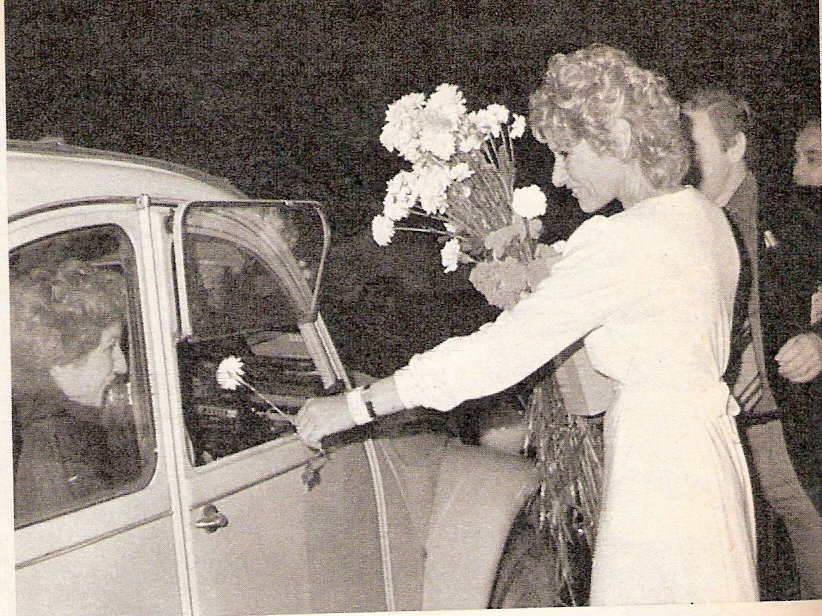
Haydée Padilla entregando flores a cambio de contribuciones para Las 24 horas de las Malvinas, en 1982.

- Billetes, billetes... (1988)
- La muerte blanca (1985)
- El telo y la tele (1985)
- El arreglo (1983)
- Tiempo de revancha (1981)
- Los caballeros de la cama redonda (1973)
- El novicio rebelde (1968)
- Todo sol es amargo (1966)
- La buena vida (1966)
- El reñidero (1965)

## Televisión
- La Chona responde por... (1968) Canal 9. Dirección Martha Reguera.
- Buenas tardes, mucho gusto (1971) Canal 13. Interpretó a Segunda. Dirección: Miguel Larrarte.
- Almorfando con La Chona (1973) Canal 11. Dirección: Carlos Alberto Colasurdo. Potín Domínguez.
- Piel naranja (1975) Canal 13. Interpretó a Yolanda. Dirección: Carlos Berterreix.
- Tiempo de espera (Chile, 1976)
- Los amigos (Chile, 1977)
- Troncal Negrete (Chile, 1980)
- Mancinelli y Familia (1981) Canal 13. Dirección: Carlos Berterreix.
- Aquí llegan los Manfredi (1981-1982)
- Nosotros y los miedos (1982-1983) Canal 9 Dirección: Diana Álvarez.
- La niñera (2004) Telefe. Interpretó a Carmen. Dirección: Claudio Ferrari.
- 30 y pico (2004-2005) Canal 7.
- Por amor a vos (2008) Canal 13.

## Discografía
- 1964: Así es La Chona - Así